# Wild cat banking
Wild cat banking (eller wildcat banking) var ett begrepp i USA under perioden med så kallad free banking, det vill säga då de inte hade någon centralbank och i stort sett vem som helst kunde ge ut pengar. Det finns många anekdoter kring den här perioden, om hur mängder av värdelösa sedlar trycktes upp och lurades på godtrogna individer. På svenska känner vi till vildkattsbanksfenomenet från Vilhelm Mobergs utvandrarepos.

## Replikskifte iNybyggarna
- Har du noen gång träffat på eller hört talas om vildkattor härute?
- Vildkattor? Du menar di vilda kattkräken?
- No. Men så kallas de fria pengarna i Amerika...
För första gången såg Robert de pengar som var benämnda vildkattor och han tyckte om namnet; för hans öron hörde de ihop med frihet; det gav liksom ett eko från de vilda djurens kringströvande i de stora skogarna.